# Herzogsdorf
Herzogsdorf település Ausztriában, Felső-Ausztria tartományban, az Urfahrkörnyéki járásban. Tengerszint feletti magassága 591 méter, területe 35,39 km².

## Elhelyezkedése
Herzogsdorf Niederwaldkirchen, Oberneukirchen, Eidenberg, Gramastetten, Sankt Gotthard im Mühlkreis, Feldkirchen an der Donau, Sankt Martin im Mühlkreis és Sankt Veit im Mühlkreis településekkel határos.

## Népesség
| 2016 | 2 471 |
| 2018 | 2 506 |